# Mauricio Benítez
Maurício Leonel Benítez (Florencio Varela, 3 febbraio 2004) è un calciatore argentino, centrocampista dell'Anversa in prestito dal Boca Juniors.

## Caratteristiche tecniche
È un cntrocampista difensivo.

## Carriera
Benítez è cresciuto nel settore giovanile del Boca Juniors, con cui ha debuttato il 1º febbraio 2024 nell'incontro di Copa de la Liga Profesional pareggiato 1-1 contro il Sarmiento (J). Il 18 aprile seguente ha rinnovato il contratto con gli Xeneize.

## Statistiche

### Presenze e reti nei club
Statistiche aggiornate al 5 febbraio 2025.
| Stagione        | Squadra         | Campionato      | Campionato | Campionato | Coppe nazionali | Coppe nazionali | Coppe nazionali | Coppe continentali | Coppe continentali | Coppe continentali | Altre coppe | Altre coppe | Altre coppe | Totale | Totale | Totale |
| Stagione        | Squadra         | Comp            | Pres       | Reti       | Comp            | Pres            | Reti            | Comp               | Pres               | Reti               | Comp        | Pres        | Reti        | Pres   | Reti   |        |
| --------------- | --------------- | --------------- | ---------- | ---------- | --------------- | --------------- | --------------- | ------------------ | ------------------ | ------------------ | ----------- | ----------- | ----------- | ------ | ------ | ------ |
| 2022            | Boca Juniors    | PD              | 0          | 0          |                 | -               | -               |                    | -                  | -                  |             | -           | -           | 0      | 0      |        |
| 2024            | Boca Juniors    | PD              | 0          | 0          | CA+CdL          | 1+5             | 0               | CS                 | 5                  | 0                  |             | -           | -           | 11     | 0      |        |
| gen.-feb. 2025  | Boca Juniors    | PD              | 0          | 0          | CA+CdL          | 0               | 0               | CL                 | -                  | -                  | Cmc         | -           | -           | -      | -      |        |
| Totale carriera | Totale carriera | Totale carriera | 0          | 0          |                 | 6               | 0               |                    | 5                  | 0                  |             | -           | -           | 11     | 0      |        |

## Palmarès

### Club

#### Competizioni giovanili
- Coppa Libertadores Under-20: 1

Boca Juniors: 2023
- Coppa Intercontinentale Under-20: 1

Boca Juniors: 2023